# Saint-André-d'Huiriat
Saint-André-d'Huiriat es una comuna francesa del departamento de Ain, en la región de Auvernia-Ródano-Alpes.

## Demografía
| 410 | 366 | 317 | 334 | 368 | 402 | 497 | 547 |
| Para los censos de 1962 a 1999 la población legal corresponde a la población sin duplicidades (Fuente: INSEE [Consultar]) |     |     |     |     |     |     |     |

## Personajes vinculados
- Robert Alban, ciclista profesional, nació en Saint-André-d'Huiriat en 1952.